# サミーズ法
サミーズ法（英語：Sami's Law）は、ニュージャージー州の共和党所属の政治家、クリス・スミス下院議員によって「H.R.#3262」として提出されたアメリカの連邦法である。この法案は2019年5月に提出され、2023年1月5日にジョー・バイデン大統領によって署名され法制化された。
この法案では、ライドシェアリングサービスに関連する問題に鑑み、安全対策として、ライドシェアリング会社のドライバーに対し証明付きの標識とスキャン可能なQRコードを車両に目立つよう掲示することを義務付けるものである。また同法案は、ライドシェアサービスの運転手であることを虚偽表示することは犯罪であると定めている。法案の名称はUberを依頼し、誤って偽装された車両に乗り込み運転手に殺害されたサウスカロライナ州の大学生サマンサ・ジョセフソンに因み命名された。
2019年6月14日、この法律は運輸インフラ整備委員会の下部組織である高速道路交通小委員会に付託された。
ジョセフソンはニュージャージー州ロビンズビル出身だったこともあり、ニュージャージー州でも同様の法律が制定された。同様にライドシェアリング会社のドライバーに対し、2つの証明付き標識を掲示し、一方はスキャン可能なQRコードを持つことを義務付けている。